# Llac Albanus
El llac Albanus fou el nom d'un antic llac proper a Alba Longa, que ocupava el cràter d'un volcà extingit. Les seves aigües que podien submergir el territori proper foren conduïdes lluny per un canal que tenia més de 2 km a través de la roca; les restes del canal encara es veuen a Castel Gandolfi.
A la riba oest s'hi troba la ciutat d'Albano Laziale antigament Albanum
El seu nom modern és llac Albano.